# Serie B 1970-1971 (pallacanestro femminile)
La Serie B 1970-1971 è stato il secondo livello del quarantesimo campionato di pallacanestro femminile organizzato dalla Federazione Italiana Pallacanestro.
I gironi all'italiana erano divisi in qualificazioni regionali e finali interregionali. La vittoria vale due punti e la sconfitta uno. Le due squadre finaliste vengono promosse alla Serie A, le retrocesse alla Promozione.

## Girone siciliano

### Partecipanti
- Jolly Reggio Calabria
- Agrigento
- Libertas Messina
- Palermo
- Fiat Interdonato
- Alcamo
- Trapani
- Cosenza
- Drago Birra Messina

### Calendario
| Prima giornata |

| Quarta giornata |

| Settima giornata |                    |
|                  | 10 gen. '71        |
|                  | Jolly-Agrigento    |
|                  | Libertas-Palermo   |
|                  | Interdonato-Alcamo |
|                  | Trapani-Cosenza    |
|                  | Riposa: Drago      |

| Seconda giornata |

| Quinta giornata |

| Terza giornata |                      |  |
|                | [ 2 ]                |  |
| 94-33          | Agrigento-Cosenza    |  |
| 60-11          | Drago-Reggio         |  |
| 49-40          | Libertas-Interdonato |  |
| 45-53          | Alcamo-Trapani       |  |
|                | Riposa: Palermo      |  |

| Sesta giornata |                     |  |
|                | 20 dic. '70         |  |
| 61-22          | Alcamo-Cosenza      |  |
| 69-14          | Palermo-Jolly       |  |
| 53-30          | Trapani-Libertas    |  |
| 56-40          | Drago-Agrigento     |  |
|                | Riposa: Interdonato |  |

## Verdetti
- Promosse in Serie A: Intercontinentale Roma, Elettrocondutture Milano, Lanco Torino.